# Grand glacier de Verraz
Le Grand glacier de Verraz se trouve en Vallée d'Aoste, dans le val d'Ayas, à la frontière avec le Valais. Tout autour se trouvent les sommets du Breithorn, de la roche Noire, du Pollux et du Castor.
L'Évançon, le torrent qui parcourt le val d'Ayas, naît de ce glacier. Dans sa partie terminale, le glacier est bordé par une volumineuse moraine qui se comporte comme un barrage naturel bloquant les eaux de ruissellement donnant origine au lac Bleu.
Près du glacier se trouvent les refuges Mezzalama et Guides d'Ayas, tandis qu'en amont se trouve le bivouac Rossi et Volante.

## Toponymie
Suivant le patois francoprovençal local, le nom « Verraz » se prononce sans le z final, « Vèrra », comme pour de nombreux toponymes et noms de famille de la Vallée d'Aoste et des régions limitrophes (Savoie et canton du Valais). Cette particularité est liée à un petit paraphe que les rédacteurs des registres des États de Savoie ajoutaient à la fin des mots (qu'ils soient des toponymes ou des noms de famille) à prononcer comme des paroxytons, ceux-ci étant très fréquents dans le patois francoprovençal local. Par la suite, ce petit signe a été assimilé comme un z.